# Мала Сарапулка
Мала́ Сара́пулка (рос. Малая Сарапулка) — річка в Малопургинському та Сарапульському районах Удмуртії, Росія, права притока Ками.

## Морфометрична характеристика
Річка починається за 2,2 км на південний схід від села Верхнє Кечово. Довжина становить 52 км. Середній похил становить 2,6 м/км, ширина русла в середній течії 4—7 м, в нижній течії досягла 8—12 м. Глибина змінюється в межах 0,4—0,9 м. Швидкість течії збільшується від 0,4 м/с в середній течії до 0,6 м/с в низов'ях. Мінімальні місячні витрати 50%-ї забезпеченості літнього періоду становить 0,27 м³/с. Ландшафти басейну сильно перетворені.

## Населені пункти
- Малопургинський район — село Байсітово
- Сарапульський район — села Рябіновка, Кігбаєво, Глухово, Сергієво, Костино, Сігаєво, Юшково